# 平野元章
平野 元章（ひらの もとあき、1978年8月5日 - ）は、アスレティックトレーナー、プロ野球コーチ。ストレングス&コンディショニングコーチとして横浜ベイスターズに所属し、横浜の二軍である湘南シーレックスを担当していた。

## 概要
甲子園常連校の成田高校野球部出身。トレーナーを目指して、富士アスレティック・ビジネス専門学校へ進学。卒業後、地元・千葉県にあるオークスのスポーツ科学研究所へ勤務していた。
中学時代のあだ名は『モアイ』である。
2001年、横浜ベイスターズのS&Cコーチに就任。球団の、若手選手の育成・主力選手のコンディションケアなどを強化する目的もあっての起用であった。選手の体調・コンディション管理や個々のトレーニングメニューの作成などが主な仕事である。平野自身は当時の若手選手と年齢が近いため、合宿所に住み込んでシーレックスでの育成を主に担当していた。
その後はフィットネスジムを経て、オリックスバファローズ、横浜DeNAでトレーナーを務める。2021年からは再び、民間のフィットネスジムに所属。

## 背番号
- 79 （2001年 - 2002年）
- 95 （2003年 - 2009年）